# Bruno Armirail
Bruno Armirail (Bagnères-de-Bigorre, 11 de abril de 1994) é um ciclista profissional francês que atualmente corre para a equipa Groupama-FDJ.

## Palmarés
- 2020
  - 3.º no Campeonato da França Contrarrelógio

- 2021
  - 2.º no Campeonato da França Contrarrelógio

## Resultados em Grandes Voltas
| Corrida | Corrida         | 2018 | 2019 | 2020 | 2021 |
| ------- | --------------- | ---- | ---- | ---- | ---- |
|         | Giro d'Italia   | —    | —    | —    | —    |
|         | Tour de France  | —    | —    | —    | 83.º |
|         | Volta a Espanha | —    | 91.º | 28.º | —    |

—: não participa

Ab.: abandono

## Equipas
- Armée de terre (2015-2016)
- FDJ stagiaire (08.2017-12.2017)
- FDJ (2018-)
  - FDJ (2018)
  - Groupama-FDJ (2018-)